# سیارک ۵۲۸۴
سیارک ۵۲۸۴ (به انگلیسی: 5284 Orsilocus، نامگذاری:1989CK2) پنج هزار و دویست و هشتاد و چهارمین سیارک کشف شده‌است که در ۱ فوریه ۱۹۸۹ کشف شد.
قدر مطلق سیارک برابر ۹٫۹۰ است.